# تپه شهر سوخته ۱۶
تپه شهرسوخته ۱۶ مربوط به هزاره سوم و ۲ قم است و در شهرستان زابل، ۷/۴ کیلومتری شمال شرق پایگاه شهر سوخته واقع شده و این اثر در تاریخ ۲۴ اسفند ۱۳۸۳ با شمارهٔ ثبت ۱۱۴۸۴ به‌عنوان یکی از آثار ملی ایران به ثبت رسیده است.